# Bebrina
Bebrina es un municipio de Croacia en el condado de Brod-Posavina.

## Geografía
Se encuentra a una altitud de 87 m s. n. m. a 183 km de la capital nacional, Zagreb.

## Demografía
En el censo 2011 el total de población del municipio fue de 3 252 habitantes, distribuidos en las siguientes localidades:
- Banovci -  357
- Bebrina - 494
- Dubočac - 202
- Kaniža - 808
- Stupnički Kuti - 384
- Šumeće - 580
- Zbjeg - 427

| Gráfica de población de Bebrina 1857-2011                           |
|                                                                     |
| Según los censos de población de la oficina estadística de Croacia. |